# Maison de tout repos
Pour plus de détails, voir Fiche technique et Distribution.
Maison de tout repos (County Hospital) est un film américain réalisé par James Parrott, sorti en 1932, mettant en scène Laurel et Hardy.

## Synopsis
Laurel et Hardy montent dans un bus et s'installent sur l'impériale. En bas à côté de la conductrice, un drame va se jouer: un petit caniche d'une cliente respire de la farine, et se retrouve avec le museau plein de bave : tout le monde le croit enragé, et les gens sautent en marche, alors que le bus roule encore à vive allure! Toujours à l'étage, nos deux comiques n'ont rien remarqué, sauf que le bus roule sur le trottoir.
"Stan, va voir le chauffeur! ordonne Hardy à Laurel qui descend et qui ne trouve plus personne à bord.
- Olly! Il n'y a plus de chauffeur!
- Quoi?! Nous sommes seuls?! Alors, sautons! Mais! Ow! Ah! Mon pied est coincé! Redescends et mets-toi au volant pendant que je me dégage!!

Laurel redescend, une explosion se produit, et il remonte avec le volant noir à la main.
- Regarde Olly! crie-t-il en jetant l'objet par-dessus bord!
- Essaie de freiner!!" hurle Olly qui vient de se dégager.

Laurel redescend, arrache le frein en tirant dessus, et au moment où il va remonter, il tombe du véhicule fou qui arrive à s'enrailler sur des montagnes russes. Hardy n'a plus le temps de sauter, le bus (c'est une maquette) fait des embardées, et tombe finalement dans le vide!
Image suivante, Hardy se retrouve avec une jambe plâtrée à l'hôpital. Laurel lui apporte des fleurs, et ramasse un poids par terre, le donne au médecin qui passe par la fenêtre, tandis que Hardy se retrouve pendu comme un jambon au plafond de sa chambre!!
Dernière partie: le jour de la sortie, Laurel boit par mégarde le sédatif destiné à Hardy, Laurel s'endort au volant, la voiture virevolte, et finit sa course folle dans un tramway! Heureusement, cette fois, plus de peur que de mal, enfin le plâtre d'Olly n'est pas cassé!

## Fiche technique
- Titre original : County Hospital
- Titre français : Maison de tout repos
- Réalisation : James Parrott
- Scénario : H. M. Walker (titres)[1]
- Photographie : Art Lloyd
- Montage : Richard C. Currier et Bert Jordan
- Producteur : Hal Roach
- Société de production : Hal Roach Studios
- Société de distribution : Metro-Goldwyn-Mayer
- Pays d’origine : États-Unis
- Langue : anglais
- Format : Noir et blanc - 35 mm - 1,37:1  -  sonore
- Genre : Comédie
- Longueur : deux bobines
- Date de sortie : États-Unis : 25 juin 1932

## Distribution
Source principale de la distribution :
- Stan Laurel : Stanley
- Oliver Hardy : Oliver Hardy
- Billy Gilbert : le docteur
- May Wallace : Miss Wallace, l'infirmière en chef
- William Austin : le voisin de chambre d'oliver
- Estelle Etterre[3] : une infirmière
- Lilyan Irene : une infirmière
- Dorothy Layton : une infirmière
- Sam Lufkin : le policier

Reste de la distribution non créditée :
- Baldwin Cooke : un garçon de salle
- Frank Holliday : le messager
- Ham Kinsey : un garçon de salle